# Orkestergrav
En orkestergrav er en forsænkning i et teater, en koncertsal eller et operahus hvor orkestret kan placeres uden at spærre publikums udsyn til scenen. Det bruges til opera- og ballet-forestillinger samt til teaterforestillinger med stort orkester.
| Arkitektur | Spire Denne arkitekturartikel er en spire som bør udbygges. Du er velkommen til at hjælpe Wikipedia ved at udvide den. |